# Municipio de Seventy-Six (condado de Muscatine)
El municipio de Seventy-Six (en inglés: Seventy-Six Township) es un municipio ubicado en el condado de Muscatine en el estado estadounidense de Iowa. En el año 2010 tenía una población de 312 habitantes y una densidad poblacional de 3,71 personas por km².

## Geografía
El municipio de Seventy-Six se encuentra ubicado en las coordenadas 41°22′49″N 91°11′58″O / 41.38028, -91.19944. Según la Oficina del Censo de los Estados Unidos, el municipio tiene una superficie total de 84.18 km², de la cual 84,18 km² corresponden a tierra firme y (0 %) 0 km² es agua.

## Demografía
Según el censo de 2010, había 312 personas residiendo en el municipio de Seventy-Six. La densidad de población era de 3,71 hab./km². De los 312 habitantes, el municipio de Seventy-Six estaba compuesto por el 96,15 % blancos, el 0,64 % eran asiáticos, el 2,88 % eran isleños del Pacífico, el 0,32 % eran de otras razas. Del total de la población el 1,28 % eran hispanos o latinos de cualquier raza.